# Daniel Alberto Díaz
Daniel Alberto 'Cata' Díaz (nascut a Catamarca, Argentina el 13 de març del 1979) és un exfutbolista argentí que jugava com a defensa.
El 31 d'agost de 2012 fou suplent en el partit que decidia la Supercopa d'Europa 2012, contra el Chelsea FC a Mònaco, i que l'Atlético de Madrid guanyà per 4 a 1.

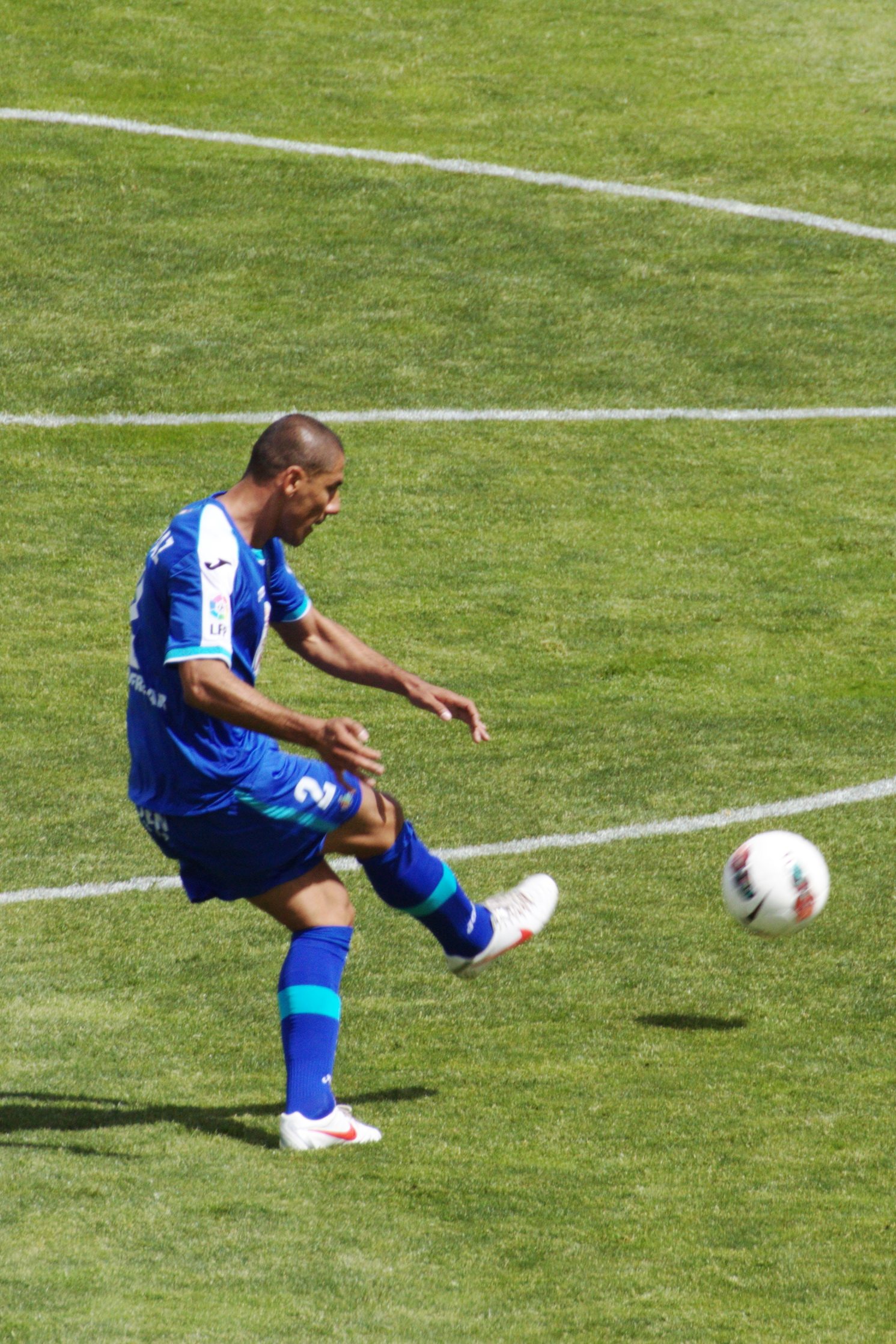
Cata Díaz al Getafe CF el 2012.

## Palmarès
Atlético de Madrid
- 1 Supercopa d'Europa: 2012[1]
- 1 Copa del Rei de futbol: 2013[2]